# Rio Maués-Açu
Rio Maués-Açu är ett vattendrag i Brasilien.   Det ligger i delstaten Amazonas, i den centrala delen av landet, 1 700 km nordväst om huvudstaden Brasília.
I omgivningen kring Rio Maués-Açu växer i huvudsak städsegrön lövskog. Området är  glesbefolkat, med 11 invånare per kvadratkilometer.